# ويسلي ميريت

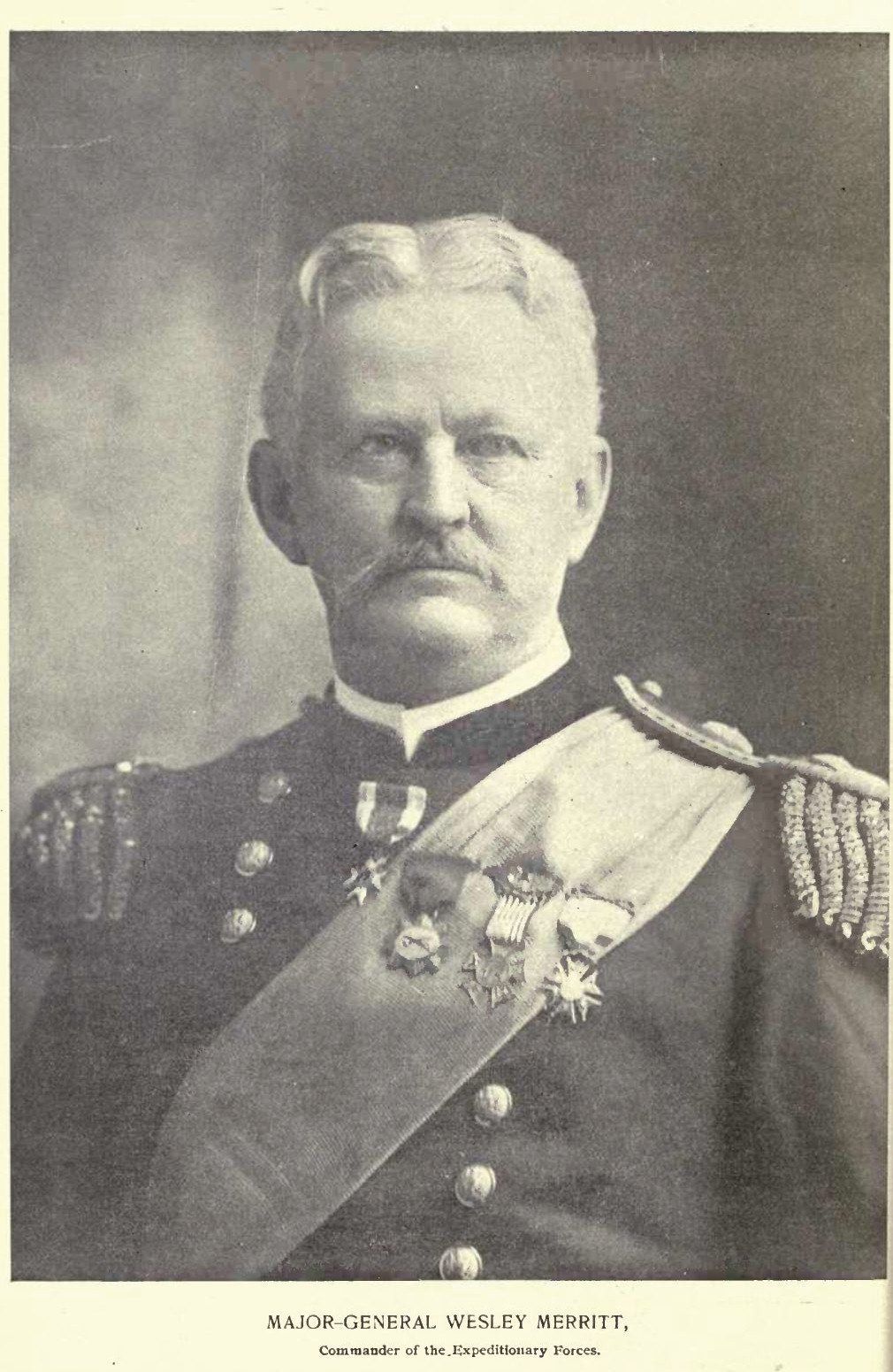
ويسلي ميريت

ويسلي ميريت (بالإنجليزية: Wesley Merritt)‏ ، من مواليد 16 يونيو 1836م ، وتوفي بتاريخ 3 ديسمبر 1910م، وهو جنرال عسكري أمريكي خاض في حروبها الثلاث:
1. الحرب الأهلية الأمريكية.[1]
2. الحرب الأمريكية المكسيكية.
3. الحرب الأمريكية الفلبينية.